# Skyddspass

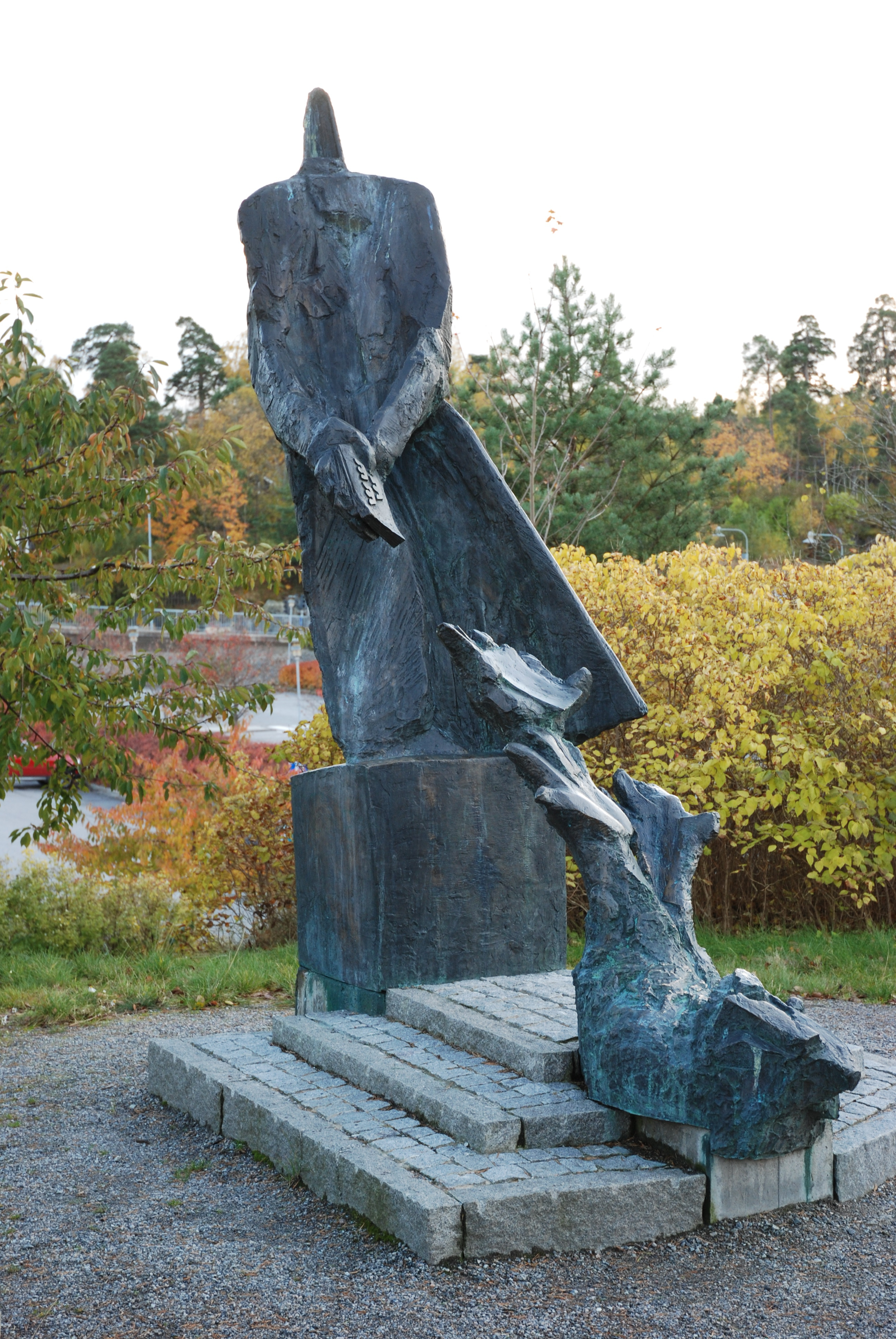
Raoul Wallenberg överlämnar skyddspass, motiv på Willy Gordons Wallenbergmonument i Lidingö

Skyddspass (tyska Schutzpass) var en legitimationshandling, som utfärdades av neutrala länders diplomatiska beskickningar under det andra världskriget i Ungern och andra länder för att skydda judar undan Förintelsen.

## Bakgrund i Ungern
1941 deporterades 16 000 judar utan ungerskt medborgarskap från Ungern till tyska koncentrationsläger. Fortsatt deportering stoppades dock av regeringen och riksföreståndaren Miklós Horthy. När sedan Tyskland ockuperade Ungern i mars 1944, hade därför Ungern den största kvarvarande judiska befolkningen i det tyskkontrollerade Europa. Med de tyska ockupanterna följde en SS-styrka under ledning av Adolf Eichmann och med en stab på 200 man, som påbörjade en systematisk terror mot judar, romer och politiskt oliktänkande.
Under perioden maj-juli deporterades 430 000 människor, varefter följde en dämpning efter ingripande av Miklós Horthy. Från mitten av oktober 1944 intensifierades terrorn igen, nu också genom aktioner av ungerska pilkorsare sedan en nazistisk regering tagit makten i landet. Terrorn pågick fram till Röda arméns intåg i Budapest i januari 1945.

## Svenska skyddsdokument i Ungern
Provisoriska pass hade tidigare funnits som identitetsdokument som kunde utfärdas till svenska medborgare som förlorat sina vanliga pass. När den tyska förföljelsen av judar kom igång i Ungern omedelbart efter ockupationen i mars 1944, började den svenska beskickningen på eget initiativ - med sändebudet Ivan Danielsson och legationssekreteraren Per Anger - att utfärda identitetsdokument i form av provisoriska pass och andra skyddsdokument i begränsad utsträckning till i Ungern bosatta judar med svensk anknytning. Utrikesdepartementet accepterade förfarandet.
Skyddsdokumenten förfinades efter Raoul Wallenbergs ankomst i juli 1944 till skyddspass med mer utstuderad utformning för att imponera på företrädare för den tyska ockupationsmakten. Passen identifierade personer som utgavs ha fått tillstånd att komma till Sverige när krigsförhållandena så kunde medge, och som till utresedagen tillsammans med sin bostad beskrevs stå under legationens beskydd. Passet var utfärdat på ett tryckt och genomtänkt formgivet formulär, försett med fotografi och en logotyp med Sveriges heraldiska symbol tre kronor, samt undertecknade av den svenska ministern Ivan Danielsson. Skyddspasset, som var tryckt med tysk och ungersk text, var ett dokument utan legal innebörd enligt internationell rätt, men respekterades av den tyska ockupationsmakten och senare under en period också av de ungerska pilkorsarna.
Fram till Raoul Wallenbergs ankomst till Budapest i den 9 juli 1944 hade legationen utfärdat omkring 700 pass. Raoul Wallenberg hade sänts till Budapest av amerikanska myndigheten War Refugee Board och den svenska regeringen. Utrikesdepartementets formella uppdrag var "att under ett par månader såsom medlem i beskickningen i Budapest följa utvecklingen av judefrågan och rapportera till Stockholm". Den amerikanska krigsflyktingbyråns informella uppdrag var att rädda judiska liv. Han knöts till den svenska legationen som legationssekreterare och "humanitär attaché" med sedvanlig diplomatisk immunitet och hade också ekonomiska resurser från den amerikanska uppdragsgivaren till sitt förfogande. Han hade dock en relativt oberoende ställning inom ambassaden  och kom efter hand att inta en mycket aktivare roll än som ursprungligen avsetts av utrikesdepartementet och byggde inom ramen för legationsarbetet upp en informell projektorganisation, vilken innefattande flera hundra judiska frivilliga. En fortsatt storskalig utgivning av svenska skyddspass ingick i denna verksamhet, medan det krångligare förfarandet med provisoriska pass ledde till att färre utfärdandes. Under perioden 10 augusti - 10 september utfärdade minister Danielsson 5 000 skyddspass, varav 2 000 hade utfärdats till den 12 september. Utfärdandena fick ytterligare omfattning sedan terrorn fått nytt bränsle med pilkorsarnas makttillträde i mitten av oktober 1944. Skyddspassen lämnades så småningom ut till personer med allt svagare, eller ingen alls, anknytning till Sverige. I slutet, i januari 1945, utfärdades till och med preliminära pass (Vorpass) med intygande om att ett skyddspass var på väg att utfärdas. För skyddslingarna arrangerades också bostäder i hus i det nyupprättade internationella gettot. med markeringar av att de stod under legationens beskydd.
Det beräknas att den svenska legationen utfärdade omkring 8 000 skyddspass, förutom 4 500 vanliga pass och andra skyddsdokument. Parallellt med detta utfärdade svenska ambassadens kulturattaché Valdemar Langlet mellan 10 000 och 20 000 skyddsbrev i Svenska Röda Korsets namn.

## Andra länders skyddspass
Beskickningarna från de neutrala länderna Schweiz, Spanien och Portugal, liksom Vatikanens sändebud och Internationella Röda Korset, utfärdade också skyddsdokument av olika slag. Schweiz legation genom vicekonsuln Carl Lutz anses ha utfärdat sammanlagt 50 000 skyddsdokument och Vatikanens nuntie Angelo Rotta cirka 15 000 oltalomlever, ett påvligt skyddspass..

## Text på skyddspass[9][10]
| ” | Die Kgl. Schwedische Gesandtschaft in Budapest bestätigt, dass der Obengenannte im Rahmen der von dem Kgl. Schwedischen Aussenministerium autorisierten Repatrierung nach Schweden reisen wird. Der Betreffende ist auch in einen Kollektivpass eingetragen. Bis Abreise steht der Obengenannte und seine Wohnung unter dem Schutz der Kgl. Schwedischeer Gesandschaft in Budapest. Gültigkeit: erlischt 14 Tage nach Einreise nach Schweden Reiseberechtigung nur gemeinsam mit der Kollektivpass. Einreisewisum wird nur in dem Kollektivpass eigetragen. | „ |
| – Budapest .......1944 KÖNIGLISCH SCHWEDISCHE GESANDTSCHAFT SVÉD KIRÁLYI KÖVÉTSEG ...... Kgl. Schwedischer Gesandte | |   |

| ”                  | Die Schweizerische Gesendtschaft, Abteilung fremde Interessen, bescheinigt hiermit, dass ...................... im schweizerischen Kollektivpass zur Auswanderung eingetragen ist, daher ist der (die) Betreffende als Besitzer eines gültigen Reisepasses zu betrachten. | „ |
| – Budapest [datum] | |   |